# Lectina

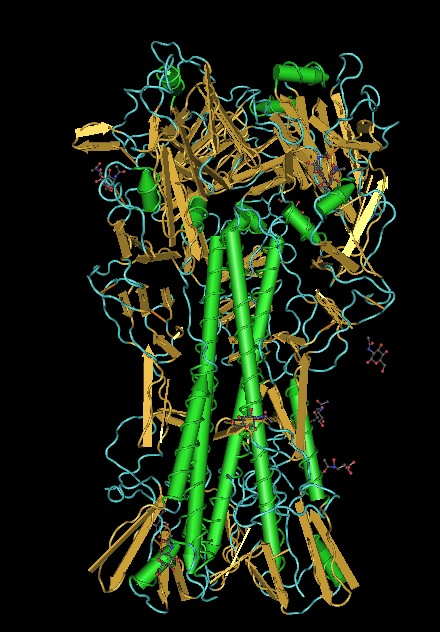
Struttura dell'emoagglutinina

Le lectine sono una famiglia di proteine che sono altamente specifiche per determinati zuccheri. Svolgono un importante ruolo biologico nel processo di riconoscimento dei polisaccaridi presenti sulle membrane cellulari. Per esempio, alcuni virus utilizzano le lectine per riconoscere e legarsi alle strutture di carboidrati delle membrane cellulari dell'organismo ospite nel processo infettivo.
Sebbene scoperte solo alla fine dell'Ottocento nelle piante, si è venuto a sapere in seguito che sono strutture ubiquitarie, presenti in molti organismi. La prima ad essere scoperta fu l'emoagglutinina (Peter Hermann Stillmark nel 1888).
Negli animali le lectine sembrano svolgere diversi ruoli, dalla regolazione delle cellule adesive alla sintesi delle glicoproteine. La funzione delle lectine nel mondo vegetale è ancora incerta e non ben definita; si sa che hanno un ruolo importante nell'attivazione del sistema del complemento.